# 関通利
関 通利（せき みちとし、12月20日 - ）は、日本の男性声優。アーツビジョンを経て、現在はアトリエピーチに所属。長野県出身。血液型はO型。身長170cm。趣味はパソコン、イラスト、映画鑑賞。

## 出演

### テレビアニメ
2003年
- キノの旅 -the Beautiful World-（人々）
- 君が望む永遠（友人B）
- スクラップド・プリンセス（里人）
- 住めば都のコスモス荘 すっとこ大戦ドッコイダー
- フルメタル・パニック? ふもっふ（生徒）

2004年
- KURAU Phantom Memory（男A）
- ビューティフル ジョー（ビアンキー、ダニエル）
- ぷぎゅる（サブ）
- ゆめりあ（配達員）

2006年
- いぬかみっ!（男子学生A）

### 劇場アニメ
- 銀色の髪のアギト（2006年、兵士）

### OVA
- 紺碧の艦隊（2002年、スターリンの部下）
- クイズマジックアカデミー（2008年、カイル）

### ゲーム
- クイズマジックアカデミーシリーズ（カイル）
- 勇者のくせになまいきだ。
- 勇者のくせになまいきだ:3D

### ドラマCD
- あの、晴れた青空（生徒(1)）
- ウルトラパニック（飯田 輝久）
- ガキの領分（佐々木）
- 叫んでやるぜ!（役名不明）
- 月の砂漠殺人事件（救急隊員）

### 吹き替え
- エニグマ奪還